# Zeche Vereinigte Aufgottgewagt & Ungewiß
Die Zeche Vereinigte Aufgottgewagt & Ungewiß war ein Steinkohlenbergwerk in Hattingen-Niederbonsfeld. Das Bergwerk war während seiner Betriebszeit mehrmals für einige Jahre stillgelegt und wurde anschließend wieder in Betrieb genommen. Das Bergwerk wurde, 28 Jahre nach der letzten Stilllegung, für einige Jahre als Stollenzeche unter dem Namen Zeche Aufgottgewagt & Ungewiß weitergeführt.

## Betrieb

### Vereinigte Aufgottgewagt & Ungewiß
Am 6. April 1853 erfolgte die Verleihung der Geviertfelder Vereinigte Aufgottgewagt & Ungewiß Nr. 1 und Nr. 2. Die beiden Felder wurden anschließend sofort konsolidiert und gingen vermutlich nachfolgend sofort in Betrieb. Ab dem 4. Quartal 1861 wurde das Bergwerk in Fristen gelegt und im Jahr 1891 als Versuchsbetrieb fortgeführt. Im Jahr 1894 erfolgte die erste Stilllegung.
Im Jahr 1915 erfolgte dann die Wiederinbetriebnahme. Im Mai des darauffolgenden Jahres wurde das Bergwerk wegen ungünstiger Aufschlüsse erneut stillgelegt. Im Jahr 1917 wurde das Bergwerk wieder in Betrieb genommen. Es wurde ein Stollen aus den Ruhrtal ins Feld Feigenbaum aufgefahren und mit dem Abbau im Feld begonnen. Im Jahr 1919 erfolgte dann die Betriebsgemeinschaft mit der Zeche Feigenbaum. 1920 hatte das Bergwerk zwei Stollen und drei Tagesüberhauen sowie zwei Sohlen. Am 1. Oktober 1923 erfolgte die 4. Stilllegung der Zeche Vereinigte Aufgottgewagt & Ungewiß.

### Aufgottgewagt & Ungewiß
Das Bergwerk war nur wenige Jahre als Stollenzeche in Betrieb, am 2. März 1951 erfolgte die Inbetriebnahme. Der Stollen befand sich nahe der Ruhr, an der Straße nach Nierenhof. Der Betrieb erfolgte in der alten Berechtsame Vereinigte Aufgottgewagt & Ungewiß sowie Feigenbaum. Es wurden die Flöze Dreckbank und Wasserbank abgebaut. Außerdem auch Abbau des Flözes Neuflöz im nahegelegenen alten Hedwigstollen. Im April 1960 erfolgte dann die endgültige Fördereinstellung.

## Belegschaft und Förderung

### Vereinigte Aufgottgewagt & Ungewiß
Die ersten Förderzahlen sind aus dem Jahr 1892 belegt. In dem Jahr wurden mit neun Bergleuten etwa 5 Tonnen Kohle gefördert. Im Jahr 1894 wurden 700 Tonnen gefördert. 1916 wurden mit zwei Bergleuten insgesamt 340 Tonnen gefördert. 1918 stieg die Förderung auf 3.315 Tonnen an, diese Förderung wurde mit 27 Bergleuten erbracht. Im Jahr 1920 stieg die Förderung erneut an, es wurden mit 35 Bergleuten 5.735 Tonnen Steinkohle gefördert. Die höchste Förderung der Zeche ist für das Jahr 1922 belegt, mit 23 Bergleuten wurden 19.824 Tonnen gefördert. Diese Jahresförderung wurde einschließlich des Feldes Feigenbaum erbracht.

### Aufgottgewagt & Ungewiß
Im Jahr 1952 wurden mit 22 Bergleuten insgesamt 3.070 Tonnen gefördert. Im Jahr 1955 stieg die Förderung an auf 4.172 Tonnen, die Förderung wurde mit nur 13 Bergleuten erbracht. Die letzten Förderzahlen sind aus dem Jahr 1959 belegt. In diesem Jahr wurden mit 10 Bergleuten 3.525 Tonnen Steinkohle gefördert.